# Боселли, Хуан Мануэль
Хуа́н Мануэ́ль Боселли Граф (исп. Juan Manuel Boselli Graf; родился 9 ноября 1999 года, Монтевидео) — уругвайский футболист, нападающий клуба «Пари Нижний Новгород».

## Клубная карьера
Боселли — воспитанник клуба «Дефенсор Спортинг». 25 февраля 2017 года в матче против «Хувентуд Лас-Пьедрас» он дебютировал в уругвайской Примере, заменив во втором тайме Гонсало Буэно. 28 марта 2018 года в поединке против столичного «Расинга» Хуан забил свой первый гол за «Дефенсор Спортинг». 
В 2019 года Боселли на правах аренды выступал в испанскую «Пераладу». Во второй половине года Хуан был арендован бразильским «Америка Минейро», но так и не дебютировал за основной состав. В начале 2020 года Боселли на правах аренды присоединился к «Атлетико Паранаэнсе». 18 января в матче Лиги Паранаэнсе против «Униана» он дебютировал за основной состав. В 2020 году Хуан на правах аренды выступал за дублёров «Кадиса».
Летом 2021 года Боселли на правах аренды перешёл в португальскую «Тонделу». 13 сентября в матче против «Эшторил-Прая» он дебютировал в Сангриш лиге. В этом же поединке Хуан забил свой первый гол за «Тонделу». Летом 2022 года Боселли подписал контракт с «Жил Висенте», подписав контракт на 3 года. 8 августа в матче против «Пасуш де Феррейра» он дебютировал за новую команду. 29 августа в поединке против «Визелы» Хуан забил свой первый гол за «Жил Висенте». 
Летом 2023 года Боселли перешёл в российский «Пари НН», подписав контракт на 3 года. 15 сентября в матче против московского «Динамо он дебютировал в РПЛ. 24 сентября в поединке против «Оренбурга» Хуан забил свой первый гол за «Пари НН». 12 мая 2025 года сделал покер в ворота «Крыльев Советов», первые три мяча забил в первом тайме.

## Международная карьера
В 2017 году в составе молодёжной сборной Уругвая Боселли принял участие в молодёжном чемпионате мира в Южной Корее. На турнире он сыграл в матчах против команд Японии, ЮАР, Саудовской Аравии и Италии.
В 2019 году Боселли в составе молодёжной сборной Уругвая принял участие в молодёжном чемпионате Южной Америки в Чили. На турнире он сыграл в матчах против команд Парагвая, Венесуэлы, Бразилии, Колумбии, а также дважды Эквадора и Аргентины.

## Достижения
- Чемпион штата Риу-Гранди-ду-Сул (1): 2020
- Бронзовый призёр Чемпионата Южной Америки среди молодёжных команд (1): 2019